# Kalpa (temps)
Pour les articles homonymes, voir Kalpa.
Un kalpa (en sanskrit IAST ; devanāgarī : कल्प) est une unité de temps dans la cosmologie de l'hindouisme et du bouddhisme.

## Dans l'hindouisme
Il correspond à l’intervalle de temps entre une conjonction de toutes les planètes sur l’horizon de Lanka, à zéro degré du Bélier et la conjonction identique suivante. Un kalpa embrasse le règne de 14 Manus (manvantara) et leurs 15 sandhis (sandhyā en sanskrit : période intermédiaire ou crépuscule) soit 4,32 milliards d'années. Cela représente la durée d'un jour de vie du dieu Brahma (en fait 12 h, "journée" plutôt que jour) ; elle est suivie d'un pralaya (nuit de Brahma) de même durée – l'ensemble représentant la totalité d'une journée de Brahma. Cette période comprend 1000 Mahayuga, sachant que l’autorité d’un Manu s’exerce pendant 71 Mahayuga (le compte pose toutefois problème car 14 manvatara multiplié par 71 yuga donne 994 et non 1000, et 1000 divisé par 71 ne donne pas un nombre entier). Chaque Mahayuga consiste en quatre Yuga, à savoir Krita, Treta, Dvapara et Kali Yuga ;   la longueur de ces quatre Yuga est respectivement proportionnelle comme les nombres 4, 3, 2 et 1.
À la fin du kalpa a lieu le pralaya, période de dissolution du monde durant laquelle Brahma est en sommeil.

### Correspondances
Le nombre d’années sidérales contenues dans les différentes périodes mentionnées ci-dessus sont :
| Correspondance                                                                  | Années de vie mortelle  |
| ------------------------------------------------------------------------------- | ----------------------- |
| 360 jours font une année                                                        | 1 an                    |
| 1 Krita Yuga                                                                    | 1 728 000 ans           |
| 1 Tretâ Yuga                                                                    | 1 296 000 ans           |
| 1 Dvâpara Yuga                                                                  | 864 000 ans             |
| 1 Kali Yuga                                                                     | 432 000 ans             |
| Le total de ces 4 âges constitue un maha-yuga                                   | 4 320 000 ans           |
| 71 de ces Mahâ Yugas forment la période du règne d'un manvatara (ère d'un Manu) | 306 720 000 ans         |
| 14 manvatara occupent une durée de 994 maha-yugas                               | 4 294 080 000 ans       |
| + les intervalles (sandhis) entre deux manvatara (6 maha-yugas)                 | 25 920 000 ans          |
| soient 1000 Maha-Yugas qui font 1 kalpa, 1 “jour de Brahmâ” (journée de 12 h)   | 4 320 000 000 ans       |
| 12 h de jour (kalpa) + 12 h de nuit de Brahmā (pralaya)                         | 8 640 000 000 ans       |
| 360 jours + 360 nuits = 1 année de Brahmā,                                      | 3 110 400 000 000 ans   |
| un siècle (une ère de Brahmā), ou maha-kalpa                                    | 311 040 000 000 000 ans |

### Relativité du temps divin
- 1 siècle de Brahmā, durée d'un système solaire ou 1 Maha Kalpa soit 311 040 milliards d'années
- 1 an de Brahmā : durée de sept chaînes (dans sept schémas) 3 110 milliards d'années
- 1 semaine de Brahmā : durée de sept rondes dans un schéma (une chaîne) = 61 milliards d'années, soit la durée d'une incarnation d'un logos solaire
- 1 jour de Brahmā (journée + nuit) = 8,64 milliards d'années (la durée d'une ronde)
- 1 heure de Brahmā = 360 millions d'années
- 1 minute de Brahmā (concerne les chakras planétaires, lieux actuels[8]:) = six millions d'années
- 1 seconde de Brahmā = 100 000 ans
- 1/10 de seconde de Brahmā (soit un éon de temps) = 10 000 ans
- 1/100 de seconde de Brahmā = 1 000 années terrestres
- 1/1000 de seconde de Brahmā (1 siècle de vie de l'humanité terrestre) = 100 années terrestres

Un kalpa correspond donc au 1/72 000 d'un siècle soit une vie (ou une incarnation) de Brahmā.

### Noms des Kalpas
Les noms des trente Kalpas se trouvent dans le texte hindou appelé Matsya Purana qui fait partie des dix-huit Puranas. 

Ces noms sont :
1. Śveta ;
2. Nīlalohita ;
3. Vāmadeva ;
4. Rathantara ;
5. Raurava ;
6. Deva ;
7. Vṛhatkalpa ;
8. Kandarpa ;
9. Sadya ;
10. Iśāna ;
11. Tamah ;
12. Sārasvata ;
13. Udāna ;
14. Gāruda ;
15. Kaurma ;
16. Nārasiṁha ;
17. Samāna ;
18. Āgneya ;
19. Soma ;
20. Mānava ;
21. Tatpumān ;
22. Vaikuṇṭha ;
23. Lakṣmīkalpa ;
24. Sāvitrīkalpa ;
25. Aghora ;
26. Varāha ;
27. Vairaja ;
28. Gaurīkalpa ;
29. Māheśvara ;
30. Pitṛkalpa.

## Dans le bouddhisme
Kalpa s'écrit kappa en pali. C'est une mesure de temps pour le bouddhisme, mais elle peut représenter de nombreuses périodes différentes en longueur : le kalpa a donc généralement une valeur symbolique. Quatre kalpas définissent cependant la création et la destruction de l'univers. Les termes de mahākalpa et d'antarakalpa sont également utilisés pour désigner certains concepts temporels.
Selon le Princeton Dictionary of Buddhism, les kalpas peuvent être distingués ainsi :
- le « kalpa intermédiaire » (antarakalpa), souvent considéré comme le kalpa de référence, est l'ère durant laquelle la vie humaine, au départ éternelle, décroît jusqu'à représenter une durée de dix ans ;
- le « grand kalpa » (mahākalpa) est l'addition de quatre-vingts kalpas intermédiaires : ces deux premiers kalpas sont des « kalpas de création » (vivartakalpa) ;
- le « kalpa permanent » (vivartasthāyikalpa) ;
- le « kalpa de dissolution » (saṃvartakalpa) ;
- le « kalpa de néant » (saṃvartasthāyikalpa) ;
- le « kalpa incalculable » (asaṃkhyeyakalpa), valant le nombre d'années d'un mahākalpa à la sixième puissance.

De plus, toujours selon le même ouvrage, le kalpa au cours duquel un bouddha vient au monde est qualifié d'« heureux kalpa » (bhadrakalpa).